# Ramaria solomonensis
Ramaria solomonensis är en svampart som beskrevs av Corner 1967. Ramaria solomonensis ingår i släktet Ramaria och familjen Gomphaceae.   Inga underarter finns listade i Catalogue of Life.